# 天津市第一〇二中学
天津市第一〇二中学，简称102中，始建于1960年，市级重点中学、国家级示范高中、现代化标准学校。校园由津华楼、进取楼、实验楼、体育馆、国际交流部、报告厅、图书馆、办公楼、餐厅、学生公寓、篮球场、400米塑胶跑道的操场组成。学校现有65个教学班，3000余名学生。